# 民国奇探
《民国奇探》，2020年中国大陸民初侦探推理剧，由胡一天、张云龙、肖燕主演。于2019年3月31日開機，2019年7月殺青。本劇以民国十四年的上海公共租界为舞台，講述英国留学归来的路垚被巡捕房探长乔楚生邀请做探案顾问，后来还和女记者白幼宁组成探案小分队，一起侦破了许多离奇案件的故事。於2020年3月24日在爱奇艺首播。

## 播出时间
| 频道         | 所在地               | 播出日期      | 播出时间                     | 备注 |
| ------------ | -------------------- | ------------- | ---------------------------- | ---- |
| 爱奇艺       | 中国大陆             | 2020年3月24日 | 3月24日起每週二至四20:00更新 |      |
| IQIYI海外版  | 香港 · 澳門 · 及海外 | 2020年3月24日 | 3月24日起每週二至四20:00更新 |      |
| 愛奇藝台灣站 | 臺灣 · 金門 · 馬祖   | 2020年3月24日 | 3月24日起每週二至四20:00更新 |      |
| Channel 銀河 | 日本                 | 2022年3月6日  | 每星期天20:00-22:00          |      |

## 演员列表

### 主要演员
| 演員   | 角色   | 介紹 |
| 胡一天 | 路垚   | Harry Lu 外号“三土” 小名“毛毛” 24岁，处女座 出身于海宁名门望族，祖父为顺天府尹，官至正四品 康橋大學三一学院毕业 英国美生会执事，数学、医学双学士，因懒得毕业答辩放弃法学学士学位。 半年内由沙逊银行实习生晋升至股票部总经理，在公司人緣不好。 被开除后以帮乔楚生办案赚取顾问费谋生。 被白幼宁在报章上写成了又老又猥琐的神侦探 与白幼宁合租一公寓，后与其结为夫妻 角色原型为宋子安、宋子文 |
| 张云龙 | 乔楚生 | 人稱“喬四、四爺” 出生于湖北仙桃市 上海公共租界 中央巡捕房新任探长 青龙帮帮主白启礼得力助手、義子 曾为上海黑帮八大金刚之一，為了洗白在白启礼举荐下进入巡捕房担任探长 角色原型为程子卿 |
| 肖燕   | 白幼宁 | Grace Bai 小名“黑囡” 《新月日报》记者，白羊座，黑幫四大千金之一 青龙帮帮主白启礼之独生女，与乔楚生以兄妹相称 復旦大學商科畢業 与路垚为欢喜冤家，后与其结为夫妻 角色原型为宋子文发妻张乐怡 |

### 单元案件

#### 镜中人（第1-2集）
编剧：王雪娇
| 演員     | 角色   | 介紹 |
| 赵燕国彰 | 陈秋生 | 外号“陈老六” 上海富商，有黑社會背景 负责聂宅拆迁，于落成之日在聂宅卫生间被捅死                                                                             |
| 罗光旭   | 聂成江 | 上海著名实业家，当年和陈老六合伙贩卖烟土 后死于心脏病 |
| 赵雍     | 赵医生 | 聂成江家庭医生，毕业于哈佛大学 母亲因聂宅拆迁過程中遭陳秋生以爆竹驚嚇導致心脏病发去世，故潛身於聶成江宅中，想尋機報復他和陳秋生，後與何鯤合謀行兇 單元兇手 |
| 周钦霖   | 何鲲   | 陈秋生秘书 妒忌舊識喬楚生，因意外腿瘸感到自卑生恨，便想透過除掉老闆陳秋生來達到上位之目的 單元幫兇                                                         |
| 龙德     | 阿龙   | 陈秋生保镖 |
| 刘邦     | 阿虎   | 陈秋生保镖 |

#### 消失的电车（第2-3集）
编剧：王雪娇
| 演員   | 角色   | 介紹 |
| 張帆   | 吴天鹏 | 东海电力公司总裁 因想收購華康電車公司而策畫一切，並企圖將罪行嫁禍給喬治，後被毛三意外窺破作案手法而遭其勒索，便憤而將毛三殺害滅口 單元幕後黑手 |
| 法提   | 乔治   | 华康电车公司中国区总裁 英国人，酷爱研究恐龙 |
| 李高吉 | 毛三   | 小混混，好色好赌，经常抢劫夜班女工 被害后抛尸于苏州河中                                                                                        |
| 张旭洲 | 刀疤脸 | 赌徒，与毛三相识 |
| 张志伟 | 胡竹轩 | 黄包车老大 曾与电车公司有生意纠纷 |

#### 刽子手的审判（第3-4集）
编剧：王若璠
| 演員   | 角色     | 介紹 |
| 張作峰 | 沈大志   | 淞沪警察厅闸北分厅户政科科长，在警局办公室被杀 |
| 史光辉 | 廳長     | 淞沪警察厅闸北分厅厅长，白启礼门生 當年為追捕王樵誤殺教書先生，為求自保和正好目擊案發經過的沈大志合謀把此案栽贓給王樵，多年後恐東窗事發，便模仿王樵的犯案手法將沈大志殺害滅口，使人誤以為是怨靈作祟 單元兇手 |
| 赵洪武 | 王樵     | 外号“王一刀”，清朝末年刽子手 民国四年上海「刽子手连环杀人案」的兇手，以斬首的方式殺害三人，被捕後次日遭警方枪决                                                                                              |
| 董志超 | 教书先生 | 字成蹊，在赶往长三堂为琬清赎身途中被杀 |
| 胡悦   | 琬清     | 曾為长三堂青楼女子，亦是教書先生之愛人，后为申报專欄作家 以教書先生字號「成蹊」作為筆名，多年来一直追查教书先生被害的真相                                                                                    |

#### 吸血族（第4-5集）
编剧：吴思潇
| 演員   | 角色   | 介紹                                                                              |
| 汪晴   | 林姜   | 路垚大学学姐 宏仁医院医生，原华兴药厂研发员 被“吸血鬼”跟踪 最后辞职回康桥大学深造 |
| 赵耘   |        | 华兴药厂老板                                                                      |
| 回永新 | 娄五   | 斧头帮成员，被“吸血鬼”杀死                                                        |
| 汪飞   | 吸血鬼 | 卟啉症患者                                                                        |

#### 火吻（第5-7集）
编剧：胡越
| 演員   | 角色   | 介紹 |
| 明子煜 | 叶歌蕊 | 画家，生活潦倒，画作多为在烈火中起舞的女性 身患绝症，在自己亚德路老房的画室大火中順利執行事先計畫的自殺案以致死亡，並藉機嫁禍給壓榨自己的雷蒙德，而使身後成名、畫價飛漲的遺作能轉留給未婚夫換取巨額錢財 單元幕後策畫者 |
| ERIC   | 雷蒙德 | 收藏家，犹太人 以极低价格买断叶歌蕊十年画作 |
| 刘成瑞 | 薛琼   | 叶歌蕊的未婚夫，女校教员 拥有叶歌蕊遗作《火吻》处置权，将其收益捐至叶毕业的美术学校 |

#### 刻瓷师之怒（第7-8集）
编剧：王若璠
| 演員   | 角色                | 介紹 |
| 夏凡   | 陈广之              | 上海首屈一指的工笔派刻瓷师，相貌英俊，嗜赌 在恩师一周年忌日于长三堂遇害                                                                           |
| 于儉   | 徐麟 陈广之同门师弟 | 痛恨自己的師兄嗜赌和串通其他人以次換好，讓新人們用不到好的瓷器練習。而謀殺陳廣之時以自行車在後院進入青樓，隨後原路離開，因此沒有留下腳印 單元兇手 |
| 陈冠宏 | 李墨寒              | 写意派刻瓷师 曾在拍卖会上与陈广之发生冲突 |
| 丁一宣 | 瑤琴                | 長三堂青樓女子 喬楚生同鄉，小時候一起逃難到上海，平時不會特別聯絡，有事時會互相幫忙。                                                             |

#### 血色钟楼（第8-9集）
编剧：王若璠
| 演員   | 角色     | 介紹 |
| 崔偉   | 李亨利   | 30岁，礼顿肥皂厂聘请的钟楼监工，曾受白启礼资助出国留学，在钟楼被害 |
| 宋建新 | 张恭     | 花匠，与李亨利有过节 |
| 黃熙   | 周科长   | 礼顿肥皂厂实业科科长，与李亨利勾结贪污，在钟楼被害 |
| 张净桐 | 周太太   | 周科长太太 |
| 鄭勝利 | 董事長   | 礼顿肥皂厂董事长 |
| 范奕澤 | 小提琴家 | 钟楼附近居民，在钟楼花园卖艺 因鐘樓的興建會阻擋陽光透向居民的住處，為讓病入膏肓的愛人能看見夕陽，便著手策畫兇殺案而企圖使鐘樓停建，並向其他擺攤賣藝的攤主們散佈謠言，說鐘樓違反地理風水的興建方式是導致兇案發生的原因，隨後利用暗中影響各攤主擺攤位置的移動手法，巧妙引導花園地面的血液流向，來讓人們發現李亨利及周科長的屍體 單元兇手 |

#### 河神的新娘（第9-10集）
编剧：李丽莎
| 演員   | 角色     | 介紹 |
| 马倩倩 | 何清漪   | 富家千金 五年前在与徐远私奔途中失踪，实际上被囚禁在金沙湾西南的破屋中 溺水身亡                                            |
| 顾又铭 | 闞大個   | 巡捕房巡警 真实身份是何清漪恋人徐远 何清漪失踪后被视为绑架犯，后毁容返回上海 假装绑架白幼宁，逼著路垚查出绑架何清漪的真凶 |
| 蒋中炜 | 周文茂   | 何府管家，绑架何清漪 |
| 任洛敏 | 何老先生 | 何清漪父亲 反对何清漪与徐远的恋情                                                                                         |
|        | 阿龙     | 杜月笙手下，何老先生的遠房親戚                                                                                            |

#### 沉重的十字架（第10-11集）
编剧：钟艺
| 演員   | 角色   | 介紹 |
| 马克苏 | 马西莫 | 天主教教堂副本堂神父，死后被钉在教堂十字架上 性情暴躁，经常虐待儿童 原为罗马混混，杀了原神父后冒名顶替逃难至上海 |
| 李羽桐 |        | 天主教教堂修女，單元兇手之一                                                                                     |
| 任笑兮 |        | 天主教教堂修女，單元兇手之一                                                                                     |
| 雷蒙   |        | 天主教教堂修女，單元兇手之一                                                                                     |
| 格桑   | 安格斯 | 天主教教堂本堂神父，后被调离至廣州                                                                               |
| 宋乃刚 | 程一禾 | 天主教信徒，教会会长                                                                                             |
| 荣蓉   | 杨素芳 | 天主教信徒，教堂义工 程一禾之妻，因儿子去世伤心过度、精神恍惚                                                    |
| 楼家辉 | 程志康 | 杨素芳、程一禾之子 三月前不小心弄脏圣母像，被马西莫毒打后不治身亡                                                |

#### 失踪的达姆弹（第11-12集）
编剧：胡越
| 演員 | 角色   | 介紹 |
| 李季 | 高松   | 电影明星，白启礼公司旗下演员 花花公子，玩弄沈瑶光感情，被白启礼派人毒打 为保持身材长期服用减肥药 在电影首映礼上身亡                          |
| 籍翀 | 谭啸   | 电影制片人，为电影拍摄向白启礼借高利贷 曾留洋学习化学 單元兇手，為增加電影票房以此盈利，而利用高松喜食葷腥，長期大量服用減肥藥的習慣進行殺人 |
| 沈凯 | 黎瑞   | 电影导演 |
| 艾然 | 沈瑶光 | 电影女主角，白启礼公司旗下演员 与高松因戏生情，后被其抛弃                                                                                    |

#### 天谴（第13-14集）
编剧：王若璠
| 演員   | 角色   | 介紹 |
| 马文波 | 李蒙   | 原名李长蒙，通神会老北门分坛点传师，江苏扬州人 太监，宣统元年离宫，民国三年加入通神会 在通神仪式中坠落身亡 |
| 都金翰 | 李丹一 | 李蒙养子                                                                                                   |
| 叶上庄 | 李丹二 | 李丹一之弟，被李蒙藏于地窖练习使用通神索                                                                   |

#### 雪夜之火（第14-15集）
编剧：左煜
| 演員   | 角色   | 介紹                                                                                   |
| 王尧   | 谭义雄 | 前青龙帮东兴堂堂主，四年前金盆洗手 两儿子被谭星之母所杀 谭府大宅失火时被发现死于池塘中 |
| 刘睿泽 | 谭星   | 谭义雄私生子，四年前从乡下回到谭宅生活，為單元兇手                                     |
| 刘美人 | 罗珊妮 | 28岁，谭义雄情妇，前百乐门舞女，18岁起跟随谭义雄 后离开上海前往香港                    |
| 闵政   | 老何   | 谭府管家，曾为谭义雄头马，替譚星掩護                                                   |

#### 福尔马林的秘密（第15-17集）
编剧：胡越
| 演員   | 角色   | 介紹 |
| 王昱超 | 关玳梁 | 圣乔治大学医学博士，教授传染病学 尸体被泡在福尔马林中                                                                     |
| 梁栋   | 刘雁声 | 圣乔治大学医学博士，医学部禽舍管理人 曾与关玳梁合作研究流行性脑脊髓膜炎，后反目，為單元兇手                               |
| 杜雨宸 | 林霭   | 原名林停云，圣乔治大学医学部学生 以其弟之死勒索 死于瓦斯爆炸                                                              |
| 朱柏麟 | 林时雨 | 林霭之弟，患有流行性脑脊髓膜炎，在圣乔治大学医学院求医 被关玳梁、刘雁声利用进行医学实验，研究未被许可的血清疗法，最终身亡 |
| 郭烁杰 | 钱瑞   | 路垚大学同学，圣乔治大学校长助理 受路垚父亲所托邀请路垚到圣乔治大学任教                                                   |
| 滕翔   | 刘墨   | 路垚大学同学，圣乔治大学医学部解剖学导师                                                                                  |
| 王尊   | 关瑁梁 | 关玳梁之弟，与兄长因父亲遗产分配而不和                                                                                    |

#### 古塔怨灵（第18-19集）
编剧：李里
| 演員   | 角色   | 介紹 |
| 董帅   | 丁容先 | 树人中学副校长，当年树人中学春游踩踏事故的主要负责人 勾结权贵，高价出售学校入学名额 在玉宁古塔坠落身亡                              |
| 邢罗丹 | 谢臻   | 丁容先秘书，胡竹轩外甥 因看不慣丁容先出售入學名額，利用視覺補色原理，導致丁容先產生幻覺，失足墮塔，為單元殺手                       |
| 祝天宇 | 莫兰   | 图书管理员 当年树人中学春游踩踏事故的领队老师，因该事故被学校开除 性格内向，生活不能自理 有严重抑郁倾向，一个月前在玉宁古塔自杀身亡 |
| 金家琦 | 许小亚 | 当年树人中学春游踩踏事故的死者 |
| 林嘉   | 朱影江 | 许小亚之母，在诊所工作 |
| 桑禹泽 | 刘欣欣 | 许小亚同班同学，在丁容先威逼利诱后隐瞒踩踏事故真相                                                                                  |
| 王军   | 斧子洪 | 曾经跟踪莫兰，作为丁容先帮其解决儿子上学问题的条件                                                                                  |

#### 主编之死（第19-22集）
编剧：吴思潇
| 演員   | 角色   | 介紹 |
| 王玉璋 | 何有为 | 白幼宁恩师，《新月日报》主编，在报社被派克钢笔插死。 出道时在申报担任记者，报道“叶瑛杀夫案”。                                                                                                 |
| 秦雪   | 童丽   | 原《新月日报》当家记者，与白幼宁针锋相对，后跳槽到大公报。 乔楚生暗恋对象。 真正身份为叶瑛的女儿林其华。 父母双亡后被亲属接到巴黎抚养，五年前与留学生童丽交换身份，两年前返回上海，為單元殺手 |
| 秦雪   | 叶瑛   | 十年前的当红歌女。 十六岁成名，与一名教书先生结婚生子后退出舞台。 因丈夫染上鸦片瘾被迫复出，长期遭受家暴。 被控谋杀亲夫，为保护女儿而认罪，被处以极刑。                                       |
| 李解   | 楚铭   | 面粉大亨，曾疯狂追求叶瑛 被视为叶瑛杀夫案同谋，在舆论压力下缺席出庭作证，远走法国 一个月前回国，被杀身亡。                                                                                    |

#### 舞池焦尸（第22-23集）
编剧：王若璠
| 演員   | 角色   | 介紹                                                           |
| 谭皓   | 刘显贵 | 白启礼生意上的宿敌。 在大华歌舞厅跳舞时自燃身亡。              |
| 王艺曈 | 金梦兰 | 刘显贵之妻。清朝格格。路垚的远房亲戚。為單元兇手               |
| 原泉   | 吴经理 | 刘显贵手下，与金梦兰有暧昧关系。                               |
| 杨凯迪 | 燕玲   | 长三堂青楼女子，与刘显贵相好。三年前被刘显贵赎身，有纵火案底。 |

#### 午夜钢琴曲（第23-24集）
编剧：左煜
| 演員   | 角色   | 介紹                                                                                      |
| 康磊   | 秦舒同 | 25岁，圣玛利亚女中钢琴教师，生性风流， 在学校礼堂被枪击身亡                               |
| 鐘佩妍 | 方玉   | 聖馬利亞女中老師，秦舒同未婚妻                                                            |
| 徐鈺涵 | 傅明月 | 圣玛利亚女中学生，被秦舒同强暴 去年九月在禮堂弹奏《致爱丽丝》后自杀身亡                   |
| 趙九歌 | 孙梦   | 圣玛利亚女中学生，音乐科代表 已有未婚夫，与秦舒同有地下情                                 |
| 木子   | 苗茜子 | 圣玛利亚女中学生 傅明月挚友 家里经营唱片行 因不忿摰友所受到的暴行，殺害秦舒同，為單元兇手 |
| 朱敏   | 郭校長 | 圣玛利亚女中校長，曾為白幼寧的老師                                                        |

#### 致命玫瑰（第24-26集）
编剧：左煜
| 演員   | 角色   | 介紹                                                                                                 |
| 武千代 | 钱亦茹 | 35岁，著名企业家，拥有钱氏贸易公司，是莱兹相机和部分欧洲奢侈品在上海的总代理 死在柳林公寓403房浴室。 |
| 李槐龙 | 董霖   | 钱亦茹丈夫，钱氏贸易公司总经理，負責公關事務 电影演员，婚后改行从事贸易生意。                        |
| 罗佩   | 杜文秀 | 董霖家女佣，喜欢董霖，買通小蓮，殺害錢亦茹，為單元兇手。                                             |
| 宋歌   | 钱亦峰 | 钱亦茹弟弟，反對他姐的婚事，继承钱亦茹遗产。                                                         |
| 郭凯   | 丁书瀚 | 市北中学国文老师，苏北人 妻子残疾，常年卧病在床。 与钱亦茹有暧昧关系。                               |
| 徐格格 | 小莲   | 妓女，两天前与董霖于酒吧相识。 实为杜文秀所雇佣。                                                    |

#### 天雷（第26-27集）
编剧：钟艺
| 演員   | 角色   | 介紹                                                                                               |
| 丁华根 | 周云良 | 上海商业大亨，大周百货老板，广东人 上月心脏病发作入院险死 尸体被发现于墓园之中                     |
| 韩博   | 张万福 | 周云良管家，服侍周雲良逾三十載 因不滿周雲良不願意借錢給他，而殺害他，為單元殺手                    |
| 刘宇航 | 周亚龙 | 周云良之子，帝国理工大学物理学专业毕业。 在周病发后接手打理大周百货。 因周云良纳妾一事与其关系紧张 |
| 袁媛   | 周亚芳 | 周云良之女，斯坦福大学毕业。 性格冲动，任性自负。 因周云良纳妾一事与其关系紧张                     |
| 刘羽琦 | 何巧茵 | 周云良之妾，原为评弹表演者。                                                                       |

#### 幼童绑架案（第27-28集）
编剧：李丽莎
| 演員   | 角色   | 介紹                                                                           |
| 赵贵祥 | 沈昌在 | 闸北大药商 曾开办学堂自任名誉校长，实际上利用学生进行药物实验 最後被江元道掐死 |
| 王涵喆 | 阿琛   | 沈昌在之孙 在王天成的魔术表演中失踪                                            |
| 李耕   | 江元道 | 淞沪警察厅闸北分厅厅长 为解救女儿绑架阿琛                                      |
| 俞馨妍 | 昭儿   | 江元道之女，七岁 被王天成绑架                                                  |
| 孙岩   | 王天成 | 魔术师，曾在日本留学 妹妹陈小媛七年前在学堂“闹鬼”事件后跳楼自杀                |
| 西子   | 孙茜茜 | 陈小媛同学                                                                     |
| 贾玲   | 赵老师 | 陈小媛老师                                                                     |

#### 舞厅爆炸案（第29-31集）
编剧：任佩琪
| 演員   | 角色   | 介紹 |
| 陈欣予 | 邹靜   | 路垚初恋女友，后分手 毕业于康桥大学国王学院，為殺害鄒穎的兇手                                                                        |
| 郑敏   | 邹颖   | 邹静之姐，商人，白启礼情人和生意伙伴 父亲是杭州药商 利用药厂从鸦片中提纯海洛因贩卖至国外 逼迫邹静嫁给黄老大作妾 在舞厅爆炸中当场身亡 |
| 王潇   | 六子   | 白启礼贴身保镖 |
| 何涌生 | 黄老大 | 白启礼发小，经营鸦片贩卖生意 角色原型为黄金荣                                                                                        |

#### 皮影的杀机（第31-34集）
编剧：吴思潇
| 演員   | 角色   | 介紹                                                                                                 |
| 杨丑蟾 | 陶宇   | 祺苑皮影戏艺人 负责皮影戏后台音乐，兼顾唱、念，帮签手 有长期吸毒史，在祺苑储藏室被杀                 |
| 曹蓬   | 吴培彦 | 祺苑业主，皮影戏艺人，陶宇师兄 负责皮影戏后台签手、唱、念 水手出身，半路出家学习皮影戏，為單元殺手   |
| 李秦   | 老葛   | 琴师，祺苑门房 被吴培彦派去跟踪打劫沙逊银行金库的劫匪，反被劫匪灭口                                  |
| 高明扬 | 陈有立 | 黄老大白纸扇（军师），江湖人称“麻皮财神” 受委托以拆迁之名收购祺苑 因凶器上的指纹成为杀害陶宇的嫌疑犯 |

#### 死亡手术（第35-36集）
编剧：王月冕
| 演員   | 角色     | 介紹 |
| Detlef | 哈维侯爵 | 工部局最资深的董事 毕业于牛津大学，从政五十年，是英国首相的老师 与前妻育有四子女 和白启礼有过节，是诺曼的死敌 患有恶性胃部肿瘤，在手术中因幽门梗阻爆炸身亡                                             |
| 孙佳奇 | 黄璐     | 哈维伯爵的太太，孟小云闺蜜 毕业于圣乔治大学医学专业，主修营养学 原圣乔治大学校长助理 与丈夫相处不融洽，曾流产 与江湾跑马场的中方经理有染 設計验尸官小宇，逼其伪造验尸记录 單元兇手，目的領取意外保險金 |
| 朱国昱 | 江医生   | 哈维伯爵主治医生 |

### 其他演员
| 演員   | 角色          | 介紹                                                                                           |
| 张会中 | 白启礼        | 人称“白老大”，上海青龙帮帮主 重情重义，对白幼宁宠爱有加 不賣煙土                               |
| 甘露   | 孟小云        | 路垚和白幼宁的房东                                                                             |
| 曾泳醍 | 路淼          | 外号“三水” 路垚的姐姐，曾经做过政府要员的机要秘书，人脉甚广 角色原型为宋庆龄、宋美龄           |
| 石凉   | 路子夫        | 路垚的父亲。 知名学者，曾作为中方代表参与巴黎和会 角色原型为陆征祥                             |
| 王奕然 | 蒋志卿        | 奉路子夫之命带路垚离开上海 追随孙先生，准备在广州办军事学校，邀请路垚投奔革命 角色原型为蒋介石 |
| 向云龙 | 卢阿斗        | 巡捕房巡警，乔楚生最得力的手下                                                                 |
| 德福   | 萨利姆        | 巡捕房巡警，印度籍 毕业于帝国理工学院兵工制造专业，曾在维克斯兵工厂工作，会改造枪支和制造炸弹  |
| 乔骏达 | 小宇          | 巡捕房验尸官                                                                                   |
| 曹操   | 沙遜          | 沙逊银行总经理 角色原型为维克多·沙逊                                                           |
| 陆锋   | 诺曼          | 租界一系列案件的幕后元凶 被押回伦敦接受问询调查 因缺乏哈维侯爵证词而恢复自由身                 |
| 凯洱   | 布莱恩·安德森 | 租界工部局首席董事 毕业于康桥大学国王学院                                                      |
| 王韬   | 卢佑嘉        | 路垚好友，奉路淼之命率军带路垚离开上海 角色原型为卢小嘉                                        |

## 電視原聲帶
| 曲序 | 曲目         |                   | 作曲   | 演唱     |
| ---- | ------------ | ----------------- | ------ | -------- |
| 1.   | 謎（主題曲） | 陳令韜、 艾福杰尼 | 陳令韜 | 艾福杰尼 |
| 2.   | 醒（片尾曲） | 林喬              | 高瑩   | 蘇詩丁   |